# (5266) Rauch
(5266) Rauch es un asteroide perteneciente al cinturón de asteroides, descubierto el 29 de septiembre de 1973 por Cornelis Johannes van Houten en conjunto a su esposa también astrónoma Ingrid van Houten-Groeneveld y el astrónomo Tom Gehrels desde el Observatorio del Monte Palomar, Estados Unidos.

## Designación y nombre
Designado provisionalmente como 4047 T-2. Fue nombrado Rauch en honor al escultor alemán Christian Daniel Rauch, primer servidor del rey Federico Guillermo III de Prusia. Recibió una beca del rey para convertirse en alumno de Johann Gottfried Schadow. Trabajó el estilo clásico en Roma desde 1804 hasta 1811, y su obra principal es el sarcófago de la reina Luisa de Mecklemburgo-Strelitz de Prusia.

## Características orbitales
Rauch está situado a una distancia media del Sol de 2,715 ua, pudiendo alejarse hasta 3,075 ua y acercarse hasta 2,355 ua. Su excentricidad es 0,132 y la inclinación orbital 15,71 grados. Emplea 1634,41 días en completar una órbita alrededor del Sol.

## Características físicas
La magnitud absoluta de Rauch es 13,7. Tiene 11 km de diámetro y su albedo se estima en 0,066.